# Quercus polymorpha
Quercus polymorpha är en bokväxtart som beskrevs av Diederich Franz Leonhard von Schlechtendal och Adelbert von Chamisso. Quercus polymorpha ingår i släktet ekar, och familjen bokväxter. Inga underarter finns listade.